# 埃普瑟姆和尤厄爾 (英國國會選區)
埃普瑟姆和尤厄爾（英語：Epsom and Ewell），1974年前稱埃普瑟姆，英國國會一自治市選區，位於英格蘭東南部薩里郡北部，包括厄普瑟姆和尤厄爾全部，以及莫爾河谷和賴蓋特-班斯特德一小部。
本區自1885年創設以來一直支持保守黨。自2001年起保守黨的克里斯·葛瑞林連任至今。